# シロカジキ
シロカジキ（白舵木、学名：Istiompax indica）は、スズキ目マカジキ科に分類される魚の一種。主にインド太平洋暖海域に分布する大型のカジキで、食用に漁獲される。シロカジキ属の唯一の種だが、古い分類ではクロカジキ属に含めて学名 Makaira indica としていた。
日本での地方名はシロカワ・シロカワカジキ（東京・高知）、シロマザアラ（神奈川県三崎）、カトクイ（和歌山）、ゲンバ（高知・鹿児島）、カタハリ、カツオクイなどがある。英名は"Black Marlin"（黒いカジキ）で和名と正反対だが、これは英名が生体の背中の濃い藍色を指すのに対し、和名は死後の白っぽくなった体色を指すことによる。なお英語の"White marlin"は大西洋産のニシマカジキ Kajikia albidus を指す。

## 特徴
成魚は全長4.6m・体重750kgに達する。カジキの中では最重量で、カジキ類の中でも最大級の種類である。メスの方が大きく、体重が120-130kg以上のものはほぼメスである。
体は前後に細長い紡錘形、横断面は楕円形で、カジキ類としては肉付きが厚い。目の後ろから第一背鰭まで大きく隆起していて、別名「カタハリ」（肩張り）はここに由来する。第一背鰭は基底が前後に長いが、前端部のみ高い。上顎が尖った吻は他のカジキ類に比べて短いがフウライカジキほどではない。胸鰭は体側に直角に立ち、つけ根の関節は固定されて動かない点で同属のクロカジキと区別できる。腹鰭は紐状で胸鰭より短い。全身の皮下には先端が尖った鱗がある。

### 生態
インド太平洋の熱帯・亜熱帯海域に広く分布する。日本近海では三陸海岸以南に分布し、8-10月頃に台湾東方海域で産卵する。稀に喜望峰を回り大西洋へ抜ける個体もいるが、大西洋での産卵は報告されていない。
外洋の表層・中層を回遊するが、カジキ類の中ではバショウカジキに次いで沿岸に出現し易い。食性は肉食性で、魚類・甲殻類・頭足類等を捕食する。カツオ類の数少ない捕食者で、別名「カツオクイ」（鰹喰い）はここに由来する。

## 利用
マグロ延縄、突きん棒、定置網などで漁獲される。肉は赤く、クロカジキより美味とされる。特に冬が旬とされ、刺身などで珍重される。
オーストラリアでは、ケアンズ沖でのトローリングによるゲームフィッシングが有名であるが、漁師による捕獲や魚肉の販売が禁止されている。